# Боривоје Ж. Милојевић
Боривоје Ж. Милојевић (Царина, 22. децембар 1885 — Београд, 22. октобар 1967) био је српски географ, професор Београдског универзитета, академик САНУ.

## Биографија
Рођен је 10/22. децембра 1885. године у селу Царина, у учитељској породици од оца Живојина и мајке Неранџе. Његове млађе сестре су биле Драга Милојевић (1888-1932), глумица и Вукосава Милојевић (1898-1985), професорка француског језика и публициста. Прва четири разреда основне школе завршио је у Крупњу 1892 — 1896 и остао блиско везан за овај крај. Студије географије уписује 1904. године, а већ на крају 4. семестра (1906) бива изабран за асистента. Након дипломирања радио је једно време као гимназијски професор. Слушао је зимски семестар 1911/12 у Халеу код истакнутих географа А. Пенка, О. Шлитера, Ј. Валтера и других. Током Првог светског рата повлачи се са српском војском преко Албаније. Затим 1918/19 одлази у Лозану где слуша предавања из геологије и привредне географије. Докторирао је 1920. године, и исте године изабран за доцента, а већ 1921. за ванредног професора београдског универзитета. Јован Цвијић (1865—1927) га предлаже 1925. године за редовног професора, али је Б. Ж. Милојевић то звање стекао тек по Цвијићевој смрти, 1927. године, када је преузео Катедру географије и руковођење географским друштвом. Он је био Цвијићев ученик, затим сарадник и на крају наследник. Све до одласка у пензију, 1956. године, био је редовни професор Београдског универзитета.
Присуствовао је 6. априла 1910. оснивању Српског географског друштва које су тада основали Јован Цвијић, Павле Вујевић (1881—1966) и још неколико природњака, професора универзитета. Био је један од сауредника „Гласника“ Српског географског друштва у периоду 1912-1927 и главни и одговорни уредник у периоду 1928-1962. Био је секретар, потпредседник и председник Српског географског друштва до 1962. када се због болести повукао.
Објавио је преко 250 научних радова и прилога, од којих су најистакнутији: „Динарско приморје и острва“ (Београд, 1933, 483 стр.), „Високе планине у нашој Краљевини“ (Београд, 1937, 459 стр.), „Главне долине у Југославији“ (Београд, 1951, 447 стр.) и уџбеник „Општа регионална географија“ (Београд, 1956, 451 стр). Од осталих радова поменимо још и „Лесне заравни и пешчаре у Војводини“ (Нови Сад, 1949, 102 стр). Његов први рад, значајан за Рађевину и Јадар, је „Рађевина и Јадар, антропогеографска испитивања“ (Насеља српских земаља, књ. 9, Београд, 1913, pp. 633–816.) где је на терену истраживао порекло становништва, број домаћинстава, стара презимена, крсну славу и од тога начинио књигу која је полазиште за свако даље трагање за својим коренима људи овога краја.
Боривоје Ж. Милојевић је био почасни доктор универзитета у Монпељеу (од 1947), Греноблу (1947) и Рену (1947), а изван Француске још и универзитета у Прагу (1948). Био је почасни члан седам иностраних географских друштава, један од само девет почасних иностраних чланова Географског друштва Совјетског Савеза. У бившој СФРЈ био је почасни члан Географског друштва Хрватске.
Био је ненадмашан предавач — популаризатор географије. Остала је запамћена популарност и посећеност његових предавања у малој сали Коларчевог универзитета у Београду. Кажу да је толику популарност међу посетиоцима Коларчевог универзитета уживао још и академик Иван Ђаја.
1948. постао је дописни члан Југословенске академије знаности и умјетности. 1955. изабран је за редовног члана - сарадника Матице српске. Због целокупног свог доприноса науци изабран је 1947. за дописног а 1961. за редовног члана Српске академије наука и уметности.
Преминуо је 22. октобра 1967. године у Београду.
По сопственој жељи, академик Боривоје Ж. Милојевић сахрањен је на гробљу у Крупњу. По њему основна школа у Крупњу носи име „Боривоје Ж. Милојевић“.